# Adger (Alabama)
Adger ist ein gemeindefreies Gebiet im Jefferson County im Bundesstaat Alabama in den Vereinigten Staaten.

## Geographie
Adger liegt im Zentrum Alabamas im Süden der Vereinigten Staaten.
Nahegelegene Orte sind unter anderem Hueytown (2 km nordöstlich), Bessemer (3 km östlich), McCalla (6 km südöstlich), Lake View (7 km südlich) und Concord (7 km nordöstlich). Nächste größere Stadt ist mit 212.000 Einwohnern das etwa 15 Kilometer nordöstlich entfernt gelegene Birmingham.

## Geschichte
Adger entstand in den 1880er Jahren und ist benannt nach Andrew M. Adger, der aus South Carolina zunächst nach Bessemer zog und Minen in diesem Gebiet betrieb. Seit Schließung dieser Minen erlebte der Ort Auf- und Abschwünge.

## Verkehr
Adger liegt etwa 5 Kilometer nordwestlich des Interstate 20, der von Texas über 2470 Kilometer bis nach South Carolina verläuft, sowie des Interstate 59, der auf zeitweise gleicher Trasse geführt wird und von Louisiana nach Georgia führt. In gleicher Entfernung zum Ort befindet sich eine Kreuzung, an der der Interstate 459 beginnt, der als Birminghamer Umgehungsstraße dient und hinter der Stadt wieder in den Interstate 59 mündet. Parallel zur Trasse des Interstate 20 verläuft die Alabama State Route 5.
Etwa 33 Kilometer östlich des Ortes liegt der Birmingham-Shuttlesworth International Airport, der jährlich in über 100.000 Flugbewegungen knapp 2,9 Millionen Fluggäste abfertigt.